# Françoise Barré-Sinoussi
Françoise Barré-Sinoussi, född 30 juli 1947 i Paris, är en fransk virolog och chef vid den Biologiska Retrovirusenheten vid Institut Pasteur i Paris. Tillsammans med kollegan Luc Montagnier stod hon för stora delar av arbetet som gjorde det möjligt att identifiera Hiv-viruset som orsakar aids. För detta arbete utsågs hon tillsammans med Montagnier till 2008 års nobelpristagare i fysiologi eller medicin.

## Biografi

### 1947–1966
Françoise Barré-Sinoussi växte upp med sina föräldrar Roger Sinoussi och Jeanine Fau som familjens enda barn. När hon var yngre så älskade hon naturen och det märktes på betygen. Hennes resultat i de naturvetenskapliga ämnena var betydligt bättre än de övriga ämnena. En av hennes kusiner avled i leukemi vilket ledde till hennes intresse för naturvetenskap. År 1966 tog hon studentexamen i Paris.

#### 1967–1982
Efter sin studentexamen bestämde hon sig för att ta grundexamen på naturvetenskapliga fakulteten på Paris Universitet. När Sinoussi nästan var klar med utbildningen, började hon ifrågasätta om forskning var ett hållbart karriärval. Hon kände därför att det var viktigt att få laborationserfarenhet för att vara säker på sin yrkesframtid. Många månader senare gav hennes väninna från universitetet ett förslag på en forskningsgrupp som väninnan hade samarbetat med. Gruppens verksamhet bedrevs på Institut Pasteur av Jean-Claude Chermann och de forskade om relationen mellan retrovirus och cancer i möss. Där fick Sinoussi arbeta som volontär. Chermann uppskattade verkligen hennes forskning, därför tillbringade hon nästan all sin tid i labbet. Sinoussi doktorerade relativt snabbt, eftersom laboratoriet skulle flytta och hon ville undgå den hektiska situationen som skulle komma att uppstå. Sinoussi tog examen som Filosofiedoktor 1974 vid det naturvetenskapliga fakulteten på Paris Universitet.
Under hennes tid som doktorand valde hon att ansluta sig till Dr Robert Bassin för ett postdoktoralt forskningsstipendium vid NIH i Bethesda. Sinoussis forskningsprojekt där var väldigt utmanande. Hennes tid på NIH var oerhört berikande, trots att det var svårt och hon bara var där ett år. När Sinoussi var där blev hon erbjuden en tjänst som forskningsassistent på Jean-Claude Chermann’s laboratorium under styrning av Professor Luc Montagnier på INSERM.
Gruppen, som sakta expanderade under sena 1970-talet och tidiga 1980-talet, var en av de sista att fortfarande studerade länken mellan retrovirus och cancer. 1982 blev hennes chef, Luc Montagnier, kontaktad av en annan fransk virolog, vid namn Françoise Brun-Vézinet. Brun-Vézinet var en av de första i Frankrike som noterade en ny epidemi, som bara tycktes drabba homosexuella. Hon tillfrågade Luc Montagnier och hans team om de ville jobba på ett nytt projekt för att bestämma om ett retrovirus låg bakom sjukdomen. Eftersom de kände att de hade förutsättningar för att lyckas så accepterade de förfrågan.

#### Isoleringen av HIV-viruset
Luc Montagnier gjorde en odling på cellerna från lymfknutan och bad Françoise Barré-Sinoussi och hennes kollega Jean-Claude Chermann att regelbundet söka efter retrovirus i det övre lagret på odlingen. Omkring tre veckor senare kunde de konstatera aktivitet av enzymet omvänt transkiptas, som var ett tecken på retrovirus, men upptäckte också att denna aktivitet var kombinerad med celldöd. 
Forskarna blev oroliga att man omedelbart höll på att förlora viruset, som man för första gången hade kunnat iaktta. Man bestämde sig då för att injicera vita blodkroppar i kulturen, vilket gjorde att den enzymatiska retrovirala aktiviteten återkom. Även i det här fallet följdes upptäckten av celldöd. Retrovirus kunde också påvisas med elektronmikroskopi och i maj 1983 publicerades resultaten i tidskriften Science. Upptäckten gjordes alltså relativt snabbt. Viruset kallades lymfadenopatiassocierat virus, men fick senare namnet humant immunbristvirus, HIV.

#### 1983-
När Sinoussi och hennes grupp hade isolerat viruset tog hennes karriär inom AIDS-forskningen verkligen fart – en forskning som hon än idag bedriver på Institut Pasteur. En forskning som hon fortsatte bedriva trots att hennes förra läromästare Jean-Claude Chermann avgick. Tack vare sitt arbete blev hon 1992 utsedd till chef vid den biologiska retrovirusenheten. 
Hon har under sina år som forskare samverkat mycket med länder som har begränsade resurser. 
Hennes första besök i ett sådant land gjordes i Centralafrikanska Republikens huvudstad, Bangui. Hon beskriver själv resan som en upplevelse som fick henne att öppna ögonen. Hennes erfarenheter av de förskräckliga förhållandena skapade en känsla hos henne, en känsla av att ett samarbete med dessa sorters länder var absolut nödvändig. Hon besökte även exempelvis Vietnam många gånger och tog flera steg emot ett närmare samverkan med länder i Afrika och Asien, vilket resulterade i ett utbyte av forskare dem emellan. Hennes enhet vid institutet återtogs i bruk 2005 och bytte då namn till ”Regulation of Retroviral Infections Unit”. De jobbar idag bland annat med överföringen av HIV från moder till barn och med att få större förståelse för vad som styr infektionen.
2008 belönades Sinoussi och Luc Montagnier med Nobelpriset i fysiologi eller medicin för deras upptäckt av HIV-viruset. Andra halvan gick till Harald zur Hausen för hans upptäckt av humant papillom virus.

## Utmärkelser[22]
- 1985 - Galien Prize for the Viral Oncology Unit of the Pasteur Institute (Frankrike)
- 1985 - Sovac Prize for the Viral Oncology Unit of the Pasteur Institute (Frankrike)
- 1986 - Körber Prize for European Science, (Tyskland)
- 1988 - Award of the French Academy of Medicine (Frankrike)
- 1990 - Chevalier of Order of Merit (Frankrike)
- 1991 - Prize "Madame Europe Club V.R.A.I." (Frankrike)
- 1993 - King Faisal International Prize of Medicine (Saudiarabien)
- 1993 - Prize Medicine and Research of the Institute of Sciences of the Health, Paris (Frankrike)
- 1996 - Chevalier of the Legion of Honour (Frankrike)
- 2001 - Emeritus award of the International AIDS Society (IAS)
- 2002 - Ofﬁcer of Order of Merit (Frankrike)
- 2003 - ARRI award in Biomedical Sciences
- 2006 - Ofﬁcer of the Legion of Honour (Frankrike)
- 2006 - Upptagen i Women in Technology International Hall of Fame[23]
- 2008 - Honorary Doctorate of Medicine of Tulane University
- 2008 - Nobelpriset i medicin
- 2009 - Member of the Academy of Sciences
- 2009 - Commandeur of the Legion of Honour (Frankrike)